# Nhatrangia
Nhatrangia es un género de pseudoscorpiones de la familia Ideoroncidae.  Se distribuye por Asia.

## Especies
Según Pseudoscorpions of the World 1.2::
- Nhatrangia ceylonensis Mahnert, 1984
- Nhatrangia dawydoffi Redikorzev, 1938

## Publicación original
- Redikorzev, 1938: Les pseudoscorpions de l'Indochine française recueillis par M.C. Dawydoff. Mémoires du Muséum National d'Histoire Naturelle, Paris, vol.10, p.69-116.